# La hermana mayor (telenovela)
La hermana mayor fue una telenovela argentina emitida en 1995 por Canal 9 Libertad, protagonizada por Soledad Silveyra y Juan Leyrado, junto con Emiliano Kaczka, Coraje Ábalos y Leticia Brédice.

## Guion
La telenovela fue dirigido por Mario Marenco y fue escrita por Gerardo Galván, también autor de La sombra, Por siempre mujercitas y Ricos y famosos.

## Elenco

### Protagonistas
- Soledad Silveyra - Laura Sosa Ferreyra[1]
- Juan Leyrado - Juan Expedito Rocha

### Elenco de reparto
- Coraje Ábalos - Horacio Palavecino
- Leticia Brédice - Luján Sosa Ferreyra
- Emiliano Kaczka - Alonso Caride
- Julieta Fazzari - Pilar Barrionuevo
- Lucas Akoskin - Paulino Ortega
- Facundo Arana - Moisés Barrionuevo
- Romina Ricci - Camila Nievas
- Jean Pierre Noher - Cristóbal
- Arturo Bonín - Calixto Guerrero
- Daniel Kuzniecka - Ezequiel Saavedra
- Sabrina Sabrok - Cristina Barreto
- Oscar Ferreiro - Gastón Pelayo
- Manuela Pal - Luciana “Nina” Sosa Ferreyra
- Mariano Argento - Evaristo Portillo
- Nicolás Scarpino - Ramiro
- Pablo Novak - Hilario Pelayo
- Marcelo Melingo - Roque Elizondo
- José María Monje - Bernardino Báez
- María Figueras - Miroslava “La Polaca” Gascón
- Jorge García Marino - Rufino Estigarribia
- Ernesto Larrese - Conrado
- Hugo Cosiansi - Jaime Segovia
- Héctor Malamud - Teodoro
- Ana Franchini - Prudencia “Purí” Gascón
- Martín Gianola - Eloy
- Carlos Donigian - Timoteo
- Jorge Sabate - Jacobo Estigarribia
- Daniel Alvaredo - Álvaro
- Noelia Castaño - Anita

## Equipo Técnico
- Historia original - Gerardo Galván.
- Dirección - Mario Marenco.
- Producción - Miguel Ángel Rodríguez.
- Cámara y Departamento Eléctrico - Román García Ibáñez.